# City of Dreams

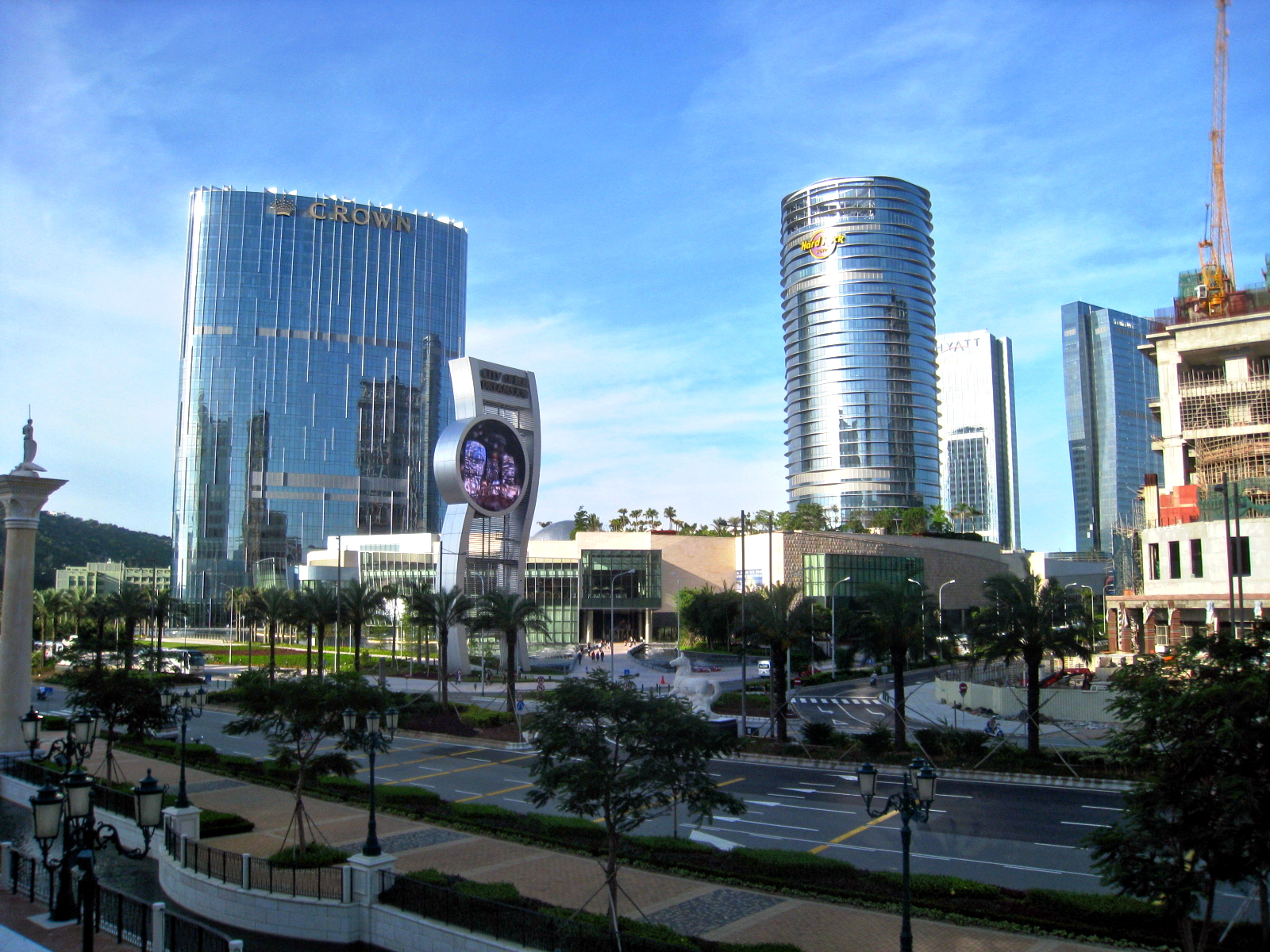
City of Dreams

City of Dreams (新濠天地, также известен как CoD или CoD Macau) — игорно-гостиничный комплекс, расположенный в Макао, в районе Котай. Построен в 2009 году по проекту компании Zaha Hadid Architects (первая фаза открылась в июне 2009 года). Представляет собой общий подиум и четыре башни гостиниц (Crown Towers, Hard Rock Hotel и две башни Grand Hyatt Macau). Девелопером комплекса является гонконгская компания Melco Crown Entertainment. 
В состав комплекса входят:
- 36-этажный отель Crown Towers (151 м) насчитывает 290 номеров, а также имеет спа-салон, два ресторана и бар[3][4].
- 32-этажный отель Grand Hyatt Macau (109 м) насчитывает 790 номеров, а также имеет большой танцевальный зал, спа-салон, бассейн, фитнес-центр, теннисные корты, два ресторана и два бара (управляется американской компанией Hyatt Hotels Corporation)[5][6][7].
- 37-этажный отель Hard Rock Hotel насчитывает 322 номера, а также имеет бассейн, спа-салон, три бара и музей вещей Майкла Джексона, Мадонны и Джеки Чуна (управляется американской компанией Hard Rock Cafe International)[8][9][10].
- Развлекательный район SOHO, объединяющий 16 ресторанов и баров[11].

В 2014 году началось строительство нового 40-этажного отеля-казино, включающего жилые апартаменты. Кроме того, в состав City of Dreams входят три казино (City of Dreams Casino, Hard Rock Hotel Gaming Area и Signature Club), ночной клуб, театр Dancing Water на 2 тыс. мест, театр The Bubble и 2-этажный торговый центр The Boulevard с эксклюзивными бутиками. City of Dreams славится самыми масштабными в Макао шоу и представлениями, от водных, цирковых и мультимедийных до танцевальных, музыкальных, спортивных и эротических.  